# Lijst van voetbalinterlands Hongarije - Montenegro
Deze lijst van voetbalinterlands is een overzicht van alle officiële voetbalwedstrijden tussen de nationale teams van Hongarije en Montenegro. De landen speelden tot op heden vijf keer tegen elkaar. De eerste ontmoeting, een vriendschappelijke wedstrijd, werd gespeeld in Podgorica op 24 maart 2007. Dat duel was het eerste voor Montenegro als zelfstandige staat, na de ontmanteling van Servië en Montenegro. Het laatste duel, een kwalificatiewedstrijd voor het Europees kampioenschap voetbal 2024, vond plaats op 19 november 2023 in Boedapest.

## Wedstrijden
| № | Plaats    | Datum            | Competitie           | Wedstrijd              | Uitslag |
| - | --------- | ---------------- | -------------------- | ---------------------- | ------- |
| 1 | Podgorica | 24 maart 2007    | Vriendschappelijk    | Montenegro – Hongarije | 2 – 1   |
| 2 | Boedapest | 20 augustus 2008 | Vriendschappelijk    | Hongarije – Montenegro | 3 – 3   |
| 3 | Podgorica | 5 september 2019 | Vriendschappelijk    | Montenegro – Hongarije | 2 – 1   |
| 4 | Podgorica | 17 juni 2023     | EK 2024 kwalificatie | Montenegro – Hongarije | 0 – 0   |
| 5 | Boedapest | 19 november 2023 | EK 2024 kwalificatie | Hongarije − Montenegro | 3 − 1   |

## Samenvatting
| Competitie        | Totaal gespeeld | Winst Hongarije | Gelijk | Winst Montenegro | Doelsaldo Hongarije – Montenegro |
| ----------------- | --------------- | --------------- | ------ | ---------------- | -------------------------------- |
| EK-kwalificatie   | 2               | 1               | 1      | 0                | 3 − 1                            |
| Vriendschappelijk | 3               | 0               | 1      | 2                | 5 − 7                            |
| Totaal            | 5               | 1               | 2      | 2                | 8 − 8                            |

## Details

### Eerste ontmoeting
| Vriendschappelijk (Podgorica, Montenegro, 24 maart 2007): |              | |
| Montenegro | 2 – 1        | Hongarije |
| Mirko Vučinić 63' (pen.) Igor Burzanović 81' (pen.) | goals        | 1' Tamás Priskin |
| Zoran Filipović | bondscoach   | Péter Várhidi |
| Vukašin Poleksić Savo Pavićević 90' Jovan Tanasijević 85' Milan Jovanović Simon Vukčević Mirko Raičević 57' Branko Bošković Vladimir Božović 46' Igor Burzanović 86' Mirko Vučinić 83' Radoslav Batak | opstellingen | 46' Zoltán Végh Csaba Csizmadia Tamás Vaskó Béla Balogh Boldizsár Bodor 84' Krisztián Vadócz Tamás Hajnal Balázs Tóth Dániel Tőzsér Tamás Priskin 54' Péter Rajczi |
| Milan Purović 46' Janko Tumbasević 57' Stevan Jovetić 83' Vlado Jeknić 85' Vladimir Vujović 86' Risto Lakić 90'                                                                                       | wissels      | 46' Márton Fülöp 54' Szabolcs Huszti 84' Balázs Farkas |
| Savo Pavićević 19' Milan Purović 68' Igor Burzanović 71' Vukašin Poleksić 88' Radoslav Batak 90+1' | gele kaarten | 15' Boldizsár Bodor 33' Dániel Tőzsér 63' Tamás Vaskó 81' Béla Balogh                                                                                              |

### Tweede ontmoeting
| Vriendschappelijk (Boedapest, Hongarije, 20 augustus 2008): |              | |
| Hongarije | 3 – 3        | Montenegro |
| Tamás Priskin 29' Tamás Hajnal 55' Tamás Hajnal 87' (pen.) | goals        | 45' (pen.) Stevan Jovetić 51' Simon Vukčević 68' Stevan Jovetić |
| Erwin Koeman | bondscoach   | Zoran Filipović |
| Gábor Babos Zoltán Szélesi 80' Vilmos Vanczák Roland Juhász 62' Zsolt Lőw 80' Balázs Tóth 46' Krisztián Vadócz Szabolcs Huszti 69' Tamás Hajnal Balázs Dzsudzsák Tamás Priskin 69' | opstellingen | Vukašin Poleksić Radoslav Batak Vladimir Božović Jovan Tanasijević 84' Elsad Zverotić 90' Branko Bošković Nikola Drinčić Milorad Peković 66' Simon Vukčević Stevan Jovetić 74' Mirko Vučinić |
| Ádám Vass 46' Krisztián Tímár 62' Gergely Rudolf 69' Péter Halmosi 69' László Bodnár 80' Boldizsár Bodor 80'                                                                       | wissels      | 66' Igor Burzanović 74' Radomir Đalović 84' Vlado Jeknić 90' Dragan Bogavac |
| Balázs Tóth 25' Vilmos Vanczák 45' | gele kaarten | 13' Jovan Tanasijević 28' Vladimir Božović |
| - Debuut van Gergely Rudolf voor Hongarije. |              | |

MLSZ · A-internationals · Selecties · Bondscoaches · Hongaars vrouwenelftal · Olympisch elftal · Hongarije U21 · Hongarije U20 · Hongarije U19 · Hongarije U18 · Hongarije U17 · Hongarije U16
1902 – 1919 · 
1920 – 1929 · 
1930 – 1939 · 
1940 – 1949 · 
1950 – 1959 · 
1960 – 1969 · 
1970 – 1979 · 
1980 – 1989 · 
1990 – 1999 · 
2000 – 2009 · 
2010 – 2019 ·
2020 − 2029
EK's:
1964 · 
1972 · 
2016 ·
2020 ·
2024
WK's:
1934 · 
1938 · 
1954 · 
1958 · 
1962 · 
1966 · 
1978 · 
1982 · 
1986
OS:
1912 · 
1924 · 
1936 · 
1952 · 
1960 · 
1964 · 
1968 · 
1972 · 
1996
1902 · 
1903 · 
1904 · 
1905 · 
1906 · 
1907 · 
1908 · 
1909 · 
1910 · 
1911 · 
1912 · 
1913 · 
1914 · 
1915 · 
1916 · 
1917 · 
1918 · 
1919 · 
1920 · 
1921 · 
1922 · 
1923 · 
1924 · 
1925 · 
1926 · 
1927 · 
1928 · 
1929 · 
1930 · 
1931 · 
1932 · 
1933 · 
1934 · 
1935 · 
1936 · 
1937 · 
1938 · 
1939 · 
1940 · 
1941 · 
1942 · 
1943 · 
1944 · 
1945 · 
1946 · 
1947 · 
1948 · 
1949 · 
1950 · 
1952 · 
1952 · 
1953 · 
1954 · 
1955 · 
1956 · 
1957 · 
1958 · 
1959 · 
1960 · 
1961 · 
1962 · 
1963 · 
1964 · 
1965 · 
1966 · 
1967 · 
1968 · 
1969 · 
1970 · 
1971 · 
1972 · 
1973 · 
1974 · 
1975 · 
1976 · 
1977 · 
1978 · 
1979 · 
1980 · 
1981 · 
1982 · 
1983 · 
1984 · 
1985 · 
1986 · 
1987 · 
1988 · 
1989 · 
1990 · 
1991 · 
1992 · 
1993 · 
1994 · 
1995 · 
1996 · 
1997 · 
1998 · 
1999 · 
2000 · 
2001 · 
2002 · 
2003 · 
2004 · 
2005 · 
2006 · 
2007 · 
2008 · 
2009 · 
2010 · 
2011 · 
2012 · 
2013 · 
2014 · 
2015 ·
2016 ·
2017 ·
2018 ·
2019 ·
2020 ·
2021 ·
2022 ·
2023 ·
2024
Albanië ·
Algerije ·
Andorra · 
Antigua en Barbuda ·
Argentinië ·
Armenië ·
Australië ·
Azerbeidzjan ·
België ·
Bohemen ·
Bolivia ·
Bosnië en Herzegovina ·
Brazilië ·
Bulgarije ·
Canada ·
Chili ·
China ·
Colombia ·
Costa Rica ·
Cyprus ·
Denemarken ·
DDR ·
Duitsland ·
Egypte ·
El Salvador ·
Engeland ·
Estland ·
Faeröer ·
Finland ·
Frankrijk ·
Georgië ·
Griekenland ·
Ierland ·
IJsland ·
India ·
Iran ·
Israël ·
Italië ·
Ivoorkust ·
Japan ·
Joegoslavië ·
Jordanië ·
Kazachstan · 
Koeweit ·
Kosovo · 
Kroatië ·
Letland ·
Libanon ·
Liechtenstein ·
Litouwen ·
Luxemburg ·
Malta ·
Mexico ·
Moldavië ·
Montenegro ·
Nederland ·
Nederlands-Indië ·
Nieuw-Zeeland ·
Noord-Ierland ·
Noord-Macedonië ·
Noorwegen ·
Oekraïne ·
Oostenrijk ·
Paraguay ·
Peru ·
Polen ·
Portugal ·
Qatar ·
Roemenië ·
Rusland ·
San Marino ·
Saoedi-Arabië ·
Schotland ·
Servië ·
Slovenië ·
Slowakije ·
Sovjet-Unie ·
Spanje ·
Tsjechië ·
Tsjecho-Slowakije ·
Turkije ·
Uruguay ·
Verenigde Arabische Emiraten ·
Verenigde Staten ·
Verenigd Koninkrijk ·
Wales ·
Wit-Rusland ·
Zuid-Korea ·
Zweden ·
Zwitserland
Brazilië (1954) · 
Duitsland (2021) ·
Frankrijk (2021) · 
IJsland (2016) · 
Italië (1938) · 
Oostenrijk (2016) · 
Portugal (2021) · 
West-Duitsland (1954, 2)
FSCG · A-internationals · Bondscoaches · Statistieken · Montenegrijns vrouwenelftal · Montenegro U21 · Montenegro U20 · Montenegro U19 · Montenegro U17 · Servië en Montenegro U19 · Servië en Montenegro U17
2003 – 2006** · 
2007 – 2009 · 
2010 – 2019 ·
2020 − 2029
EK 2008 · 
EK 2012 · 
EK 2016
WK 2006** · 
WK 2010 · 
WK 2014 · 
WK 2018
OS 2004** · 
OS 2008 · 
OS 2012 · 
OS 2016
2007 · 
2008 · 
2009 · 
2010 · 
2011 · 
2012 · 
2013 · 
2014 · 
2015 · 
2016 · 
2017 ·
2018 ·
2019 ·
2020 ·
2021 ·
2022 ·
2023
Albanië ·
Armenië ·
Azerbeidzjan ·
België · 
Bosnië en Herzegovina ·
Bulgarije ·
Colombia ·
Cyprus ·
Denemarken · 
Engeland ·
Estland ·
Finland ·
Georgië ·
Ghana ·
Gibraltar ·
Griekenland ·
Hongarije ·
Ierland ·
IJsland ·
Iran · 
Israël ·
Italië ·
Japan ·
Kazachstan ·
Kosovo ·
Letland ·
Libanon ·
Liechtenstein ·
Litouwen ·
Luxemburg ·
Moldavië ·
Nederland ·
Noord-Ierland ·
Noord-Macedonië ·
Noorwegen ·
Oekraïne ·
Oezbekistan ·
Oostenrijk ·
Polen ·
Roemenië ·
Rusland · 
San Marino ·
Servië ·
Slovenië ·
Slowakije ·
Tsjechië ·
Turkije ·
Wales ·
Wit-Rusland ·
Zweden ·
Zwitserland
Argentinië (2006) · 
Ivoorkust (2006) · 
Nederland (2006)
** - Onder de naam Servië en Montenegro